# Spaanse legislatuur IV
De Spaanse legislatuur IV is in de Spaanse politiek de periode die begint op 21 november 1989, als na de parlementsverkiezingen van 1989 de nieuwe samenstelling van de Cortes Generales geïnstalleerd wordt. De legislatuur eindigt op 28 juni 1993, de dag voordat de volgende Cortes geïnstalleerd worden na de verkiezingen van 1993 en de Ve legislatuur begint. Felipe González is tijdens deze periode voor de derde keer premier van Spanje en José María Aznar voor het eerst oppositieleider.